# When Sarah Smiles
When Sarah Smiles (Cuando Sarah sonríe, en español) es el tercer sencillo del cuarto álbum de Blue System, Obsession. Es publicado en 1990 por Hanseatic M.V. y distribuido por BMG. La letra, música, arreglos y producción pertenecen a Dieter Bohlen. La coproducción estuvo a cargo de Luis Rodriguez.

## Sencillos
7" Maxi Hansa 113815, 1990
1. When Sarah Smiles (Single Version)	3:45
2. I'm The Pilot Of Your Love	3:22

12" Maxi Hansa 613815, 1990
1. When Sarah Smiles (Extended Mix Maxi Version)	6:39
2. When Sarah Smiles (Single Version)	3:45
3. I'm The Pilot Of Your Love	3:22

CD Single Hansa 683815, 1990
1. When Sarah Smiles (Single Version)	3:48
2. When Sarah Smiles (Extended Mix Maxi Version)	6:39
3. I'm The Pilot Of Your Love	3:22
4. When Sarah Smiles (Instrumental)		3:42
5. I'm The Pilot Of Your Love (Instrumental)	3:29

## Charts
El sencillo permaneció 5 semanas en el chart alemán desde el 17 de diciembre de 1990 hasta el 
3 de febrero de 1991. Alcanzó el #63 como máxima posición.
| Chart (1990) | Máxima posición |
| ------------ | --------------- |
| Alemania     | 63              |

## Créditos
- Composición - Dieter Bohlen
- Productor, arreglos - Dieter Bohlen
- Coproductor - Luis Rodriguez
- Fotografía - Esser & Strauß
- Diseño - Ariola-Studios